# Agamer
Agamer (Agamidae) är en familj i underordningen ödlor i klassen kräldjur.

## Utseende
Familjens medlemmar blir utan svans 5 till 35 cm långa. Färgsättningen är ofta beroende på utbredningen med gröna arter i skogar och bruna, gråa eller svarta arter i torra landskap och klippiga områden. Hos flera arter har honor och hannar olika färgsättning. Dessutom kan flera arter snabbt byta sin kroppsfärg.
Det mest utmärkande kännetecknet för de ödlor som tillhör denna familj är tänderna. Oftast kan man skilja på fram-, hörn- och kindtänder. De sistnämnda är mer eller mindre sammantryckta från sida till sida och ofta tvespetsade. Tungan är tjock och till större delen fastvuxen. Huvudet är nedtryckt och saknar hudförbeningar, vilka är vanliga hos andra ödlor.
Extremiteterna är alltid väl utvecklade inom denna grupp. Arterna kan inte tappa svansen.
De stora körtlar som finns på lårets insida hos flera andra ödlor saknas vanligen hos agamer. Kroppsformen står i förhållande till levnadssättet. De arter som lever på marken har en nedtryckt kropp och de som lever i träd en mera rundad kropp. Annars är utseendet mycket olika på grund av de olika levnadssätten.

## Utbredning och ekologi
Arter av denna familj finns i södra Europa, i hela Afrika (men inte på Madagaskar), i Asien och Australien.
Liksom flera andra ödlor är de flesta agamer insektsätare. Några arter livnär sig av gräs och frukter och andra har en blandad diet.

## Släkten
Till familjen räknas cirka 480 arter fördelade på följande släkten:
- Acanthocercus
- Acanthosaura
- Egentliga agamer (Agama)
- Amphibolurus
- Aphaniotis
- Bronchocela
- Bufoniceps
- Calotes
- Ceratophora
- Chelosania
- Kragagamer (Chlamydosaurus)
- Complicitus
- Cophotis
- Coryphophylax
- Cryptagama
- Ctenophorus
- Dendragama
- Diporiphora
- Flygdrakar eller draködlor (Draco)
- Gonocephalus
- Gowidon
- Harpesaurus
- Hydrosaurus
- Hypsicalotes
- Hypsilurus
- Intellagama
- Japalura
- Laudakia
- Leiolepis
- Lophocalotes
- Lophognathus
- Lophosaurus
- Lyriocephalus
- Malayodracon
- Mantheyus
- Taggagamer (Moloch)
- Oriocalotes
- Otocryptis
- Paralaudakia
- Phoxophrys
- Paddagamer (Phrynocephalus)
- Gröna vattenagamer (Physignathus)
- Pogona, till exempel: Skäggagam, Dvärgskäggagam
- Psammophilus
- Pseudocalotes
- Pseudocophotis
- Pseudotrapelus
- Ptyctolaemus
- Rankinia
- Saara
- Salea
- Sarada
- Sitana
- Taggsvansagamer (Stellagama)
- Thaumatorhynchus
- Trapelus
- Tympanocryptis
- Dabbagamer (Uromastyx)
- Xenagama